# Hagenbrunn
Hagenbrunn je městys v Rakousku ve spolkové zemi Dolní Rakousy v okrese Korneuburg.

## Geografie

### Geografická poloha
Hagenbrunn se nachází ve spolkové zemi Dolní Rakousy v regionu Weinviertel. Leží přibližně 5 km východně od okresního města Korneuburg v těsné blízkosti hlavního města Vídeň. Rozloha území městyse činí 13,5 km², z nichž 4,4 % je zalesněných.

### Části obce
Území městyse Hagenbrunn se skládá ze sedmi částí:
- Brennleiten
- Flandorf
- Hagenbrunn
- Industriegebiet Hagenbrunn
- Neues Wirtshaus
- Veiglberg-Siedlung
- Wolfsbergen-Siedlung

### Sousední obce
- na severu: Stetten, Enzersfeld im Weinviertel, Großebersdorf
- na východu: Gerasdorf bei Wien
- na jihu: Vídeň
- na západu: Bisamberg

## Politika

### Obecní zastupitelstvo
Obecní zastupitelstvo se skládá z 21 členů. Od komunálních voleb v roce 2015 zastávají následující strany tyto mandáty:
- 16 ÖVP
- 3 SPÖ
- 2 Grüne

### Starosta
Nynějším starostou městyse Hagenbrunn je Michael Oberschil ze strany ÖVP.

## Galerie

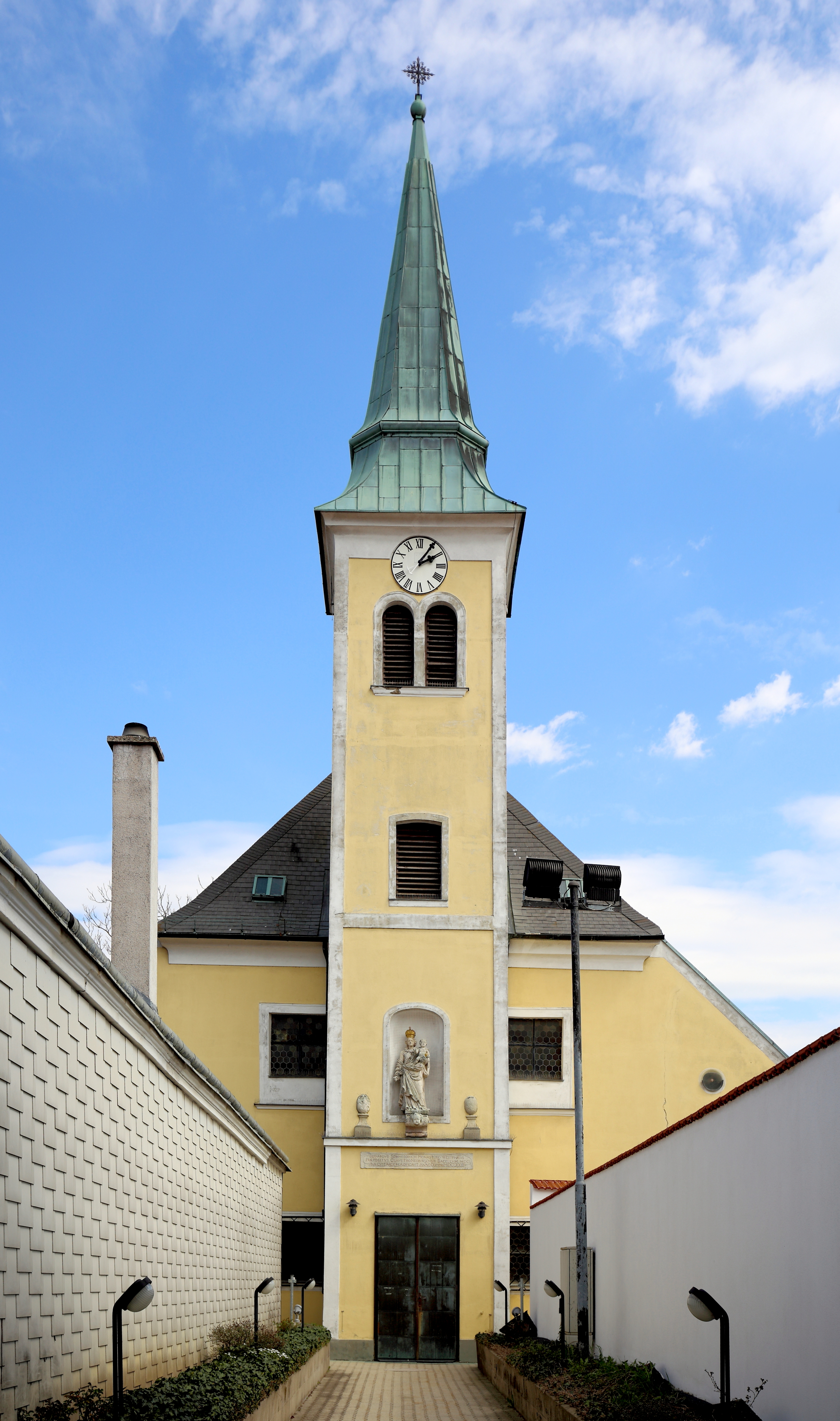
Kaple sv. Anny v Hagenbrunnu
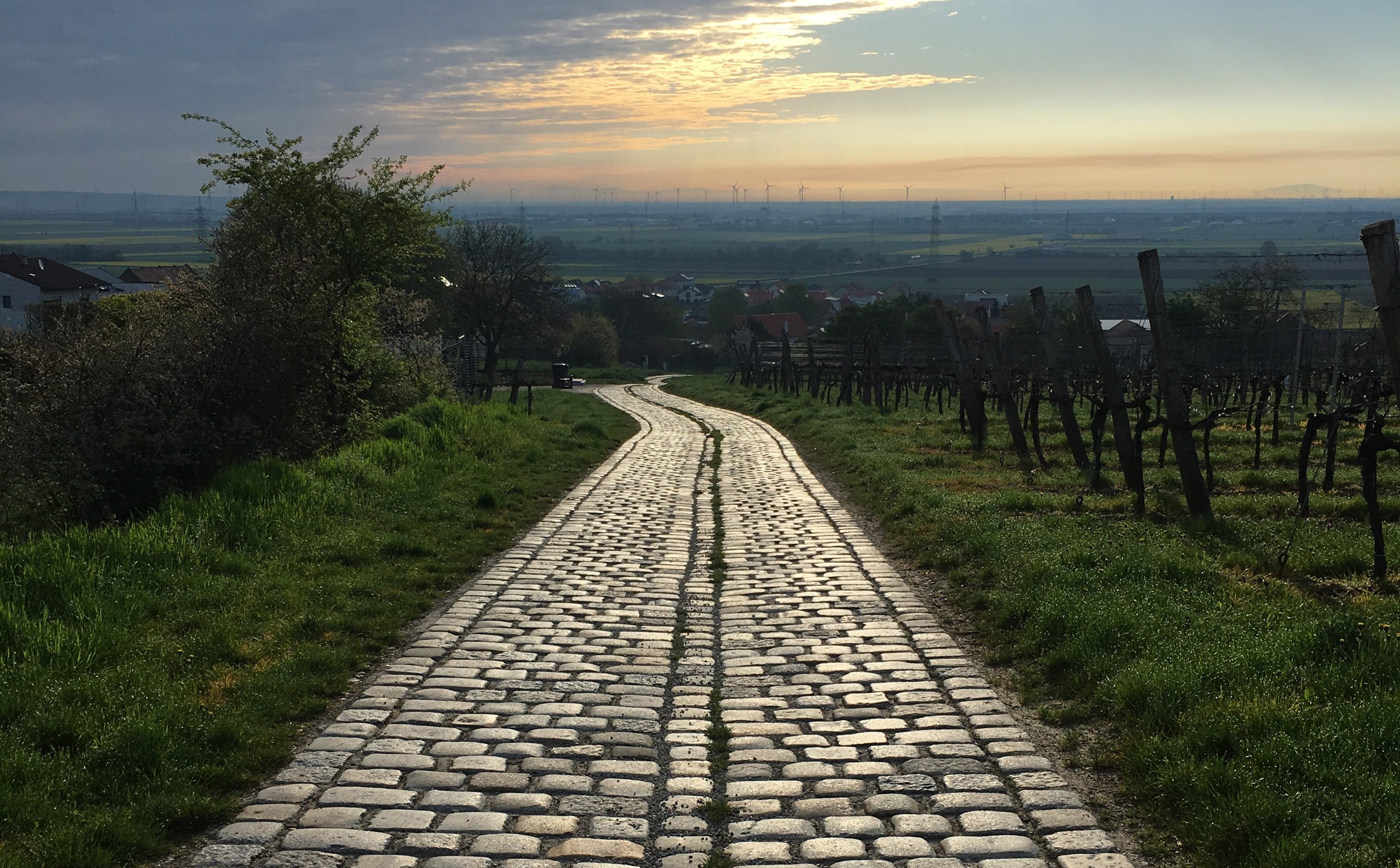
Vinice v okolí Hagenbrunnu, vpravo Gerasdorf bei Wien
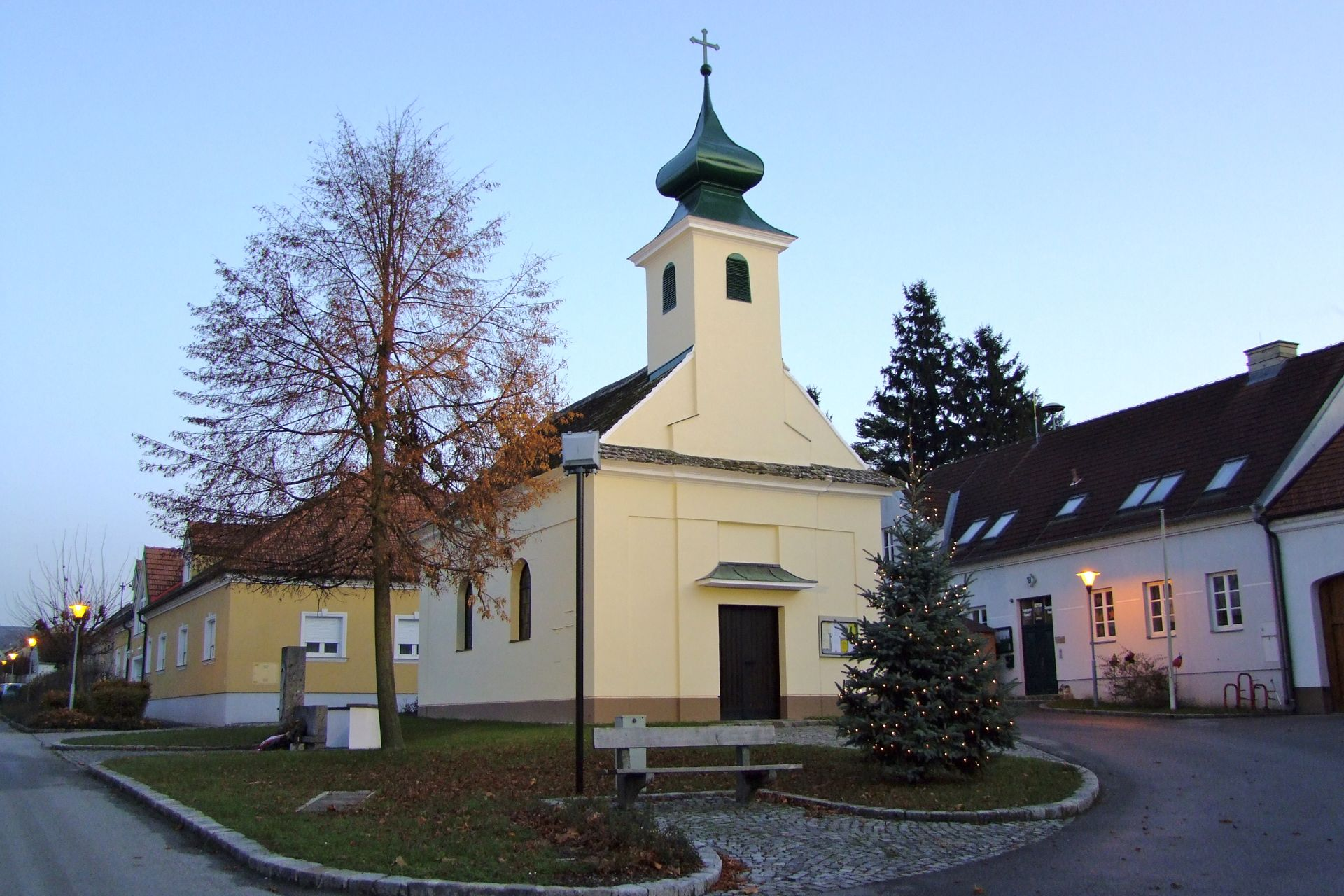
Kaple ve Flandorfu
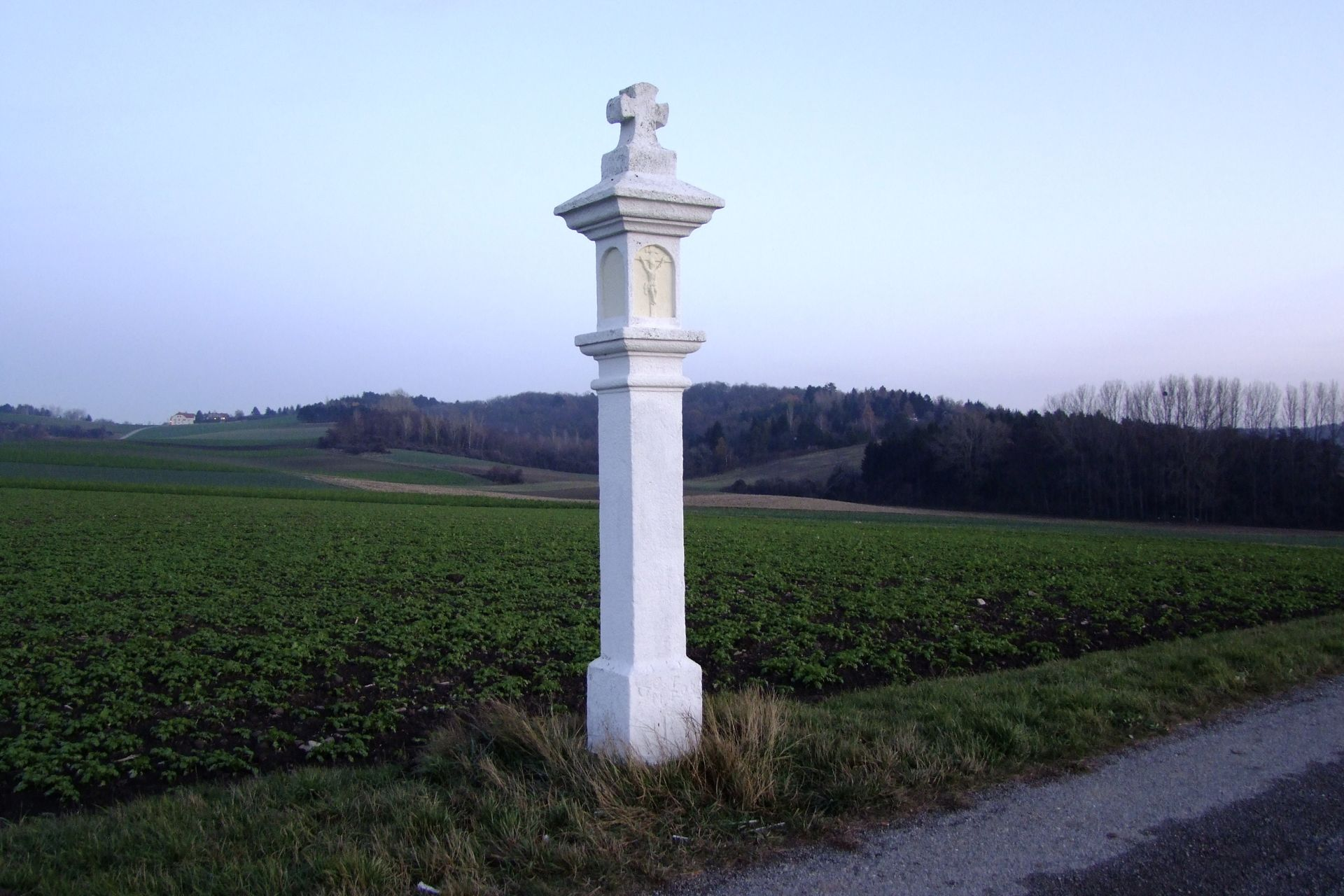
Boží muka u Flandorfu
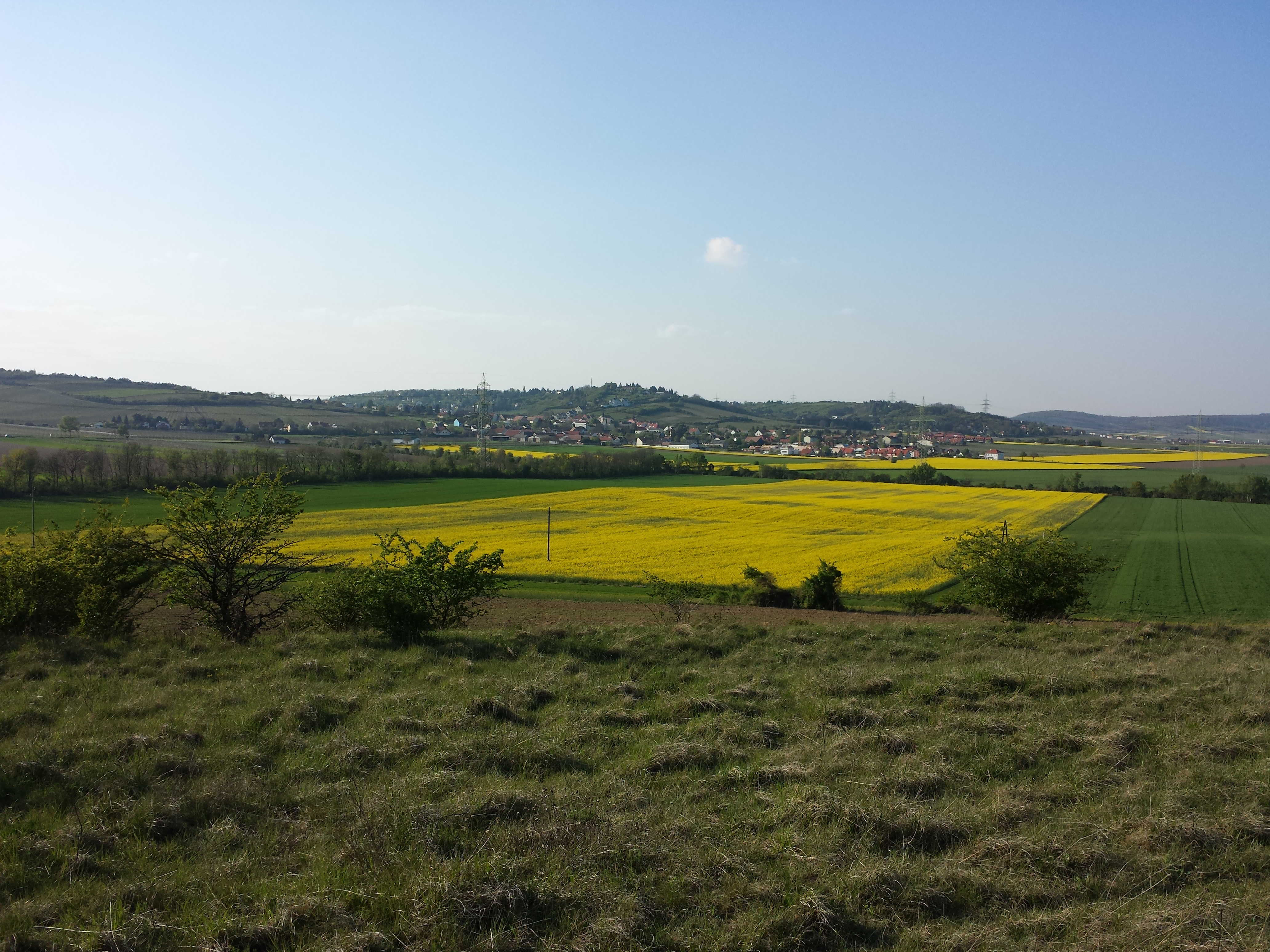
Okolí Hagenbrunnu